# 咏叹调乐队
咏叹调乐队是前苏联和俄罗斯一支重金属音樂乐队，於1985年成立于莫斯科。在多种公众调查中，咏叹调乐队都位列俄罗斯十大摇滚乐队。咏叹调乐队的音乐很像英国重金属新浪潮的声音，因此被媒体称为“俄罗斯铁娘子乐队”。咏叹调乐队的词大部分都不是乐队成员创作的，而是由职业词人Margarita Pushkina和Alexander Yelin创作。